# 枫溪乡 (明溪县)
枫溪乡是中国福建省三明市明溪县下辖的一个乡。

## 行政区划
枫溪乡共辖7个行政村，分别是：
枫溪村、熊地村、邓家村、小珩村、大雅村、华山村、官坊村。